# Wechselbahn
| |                                      |                                            |                                            |
| Streckennummer (ÖBB): | 167 01 (Wiener Neustadt Hbf–Fehring) |                                            |                                            |
| Kursbuchstrecke (ÖBB): | 520                                  |                                            |                                            |
| Streckenlänge: | 21,473 km                            |                                            |                                            |
| Spurweite: | 1435 mm (Normalspur)                 |                                            |                                            |
| Streckenklasse: | D3                                   |                                            |                                            |
| Maximale Neigung: | 22,5 ‰                               |                                            |                                            |
| Minimaler Radius: | 250 m                                |                                            |                                            |
| Streckengeschwindigkeit: | 90 km/h                              |                                            |                                            |
| |                                      |                                            |                                            |
| \| \| \| Aspangbahn von Wien \| \| \| \| 0,000 \| Aspang \| 473 m ü. A. \| \| \| 0,580 \| Brücke Murtalbach und Gemeindestraße \| Brücke Murtalbach und Gemeindestraße \| \| \| 0,799 \| Brücke B54 \| Brücke B54 \| \| \| 1,698 \| Brücke L137 \| Brücke L137 \| \| \| 1,807 \| Brücke Großer Pestingbach \| Brücke Großer Pestingbach \| \| \| 1,869 \| Brücke Gemeindestraße \| Brücke Gemeindestraße \| \| \| 1,912 \| Gerichtsbergtunnel (205 m) \| Gerichtsbergtunnel (205 m) \| \| \| 2,270 \| Murtalviadukt \| Murtalviadukt \| \| \| 2,438 \| Sambergtunnel (349 m) \| Sambergtunnel (349 m) \| \| \| 3,294 \| Ungerbach-Viadukt I L137 \| Ungerbach-Viadukt I L137 \| \| \| 3,797 \| Windhof-Kehrtunnel (559 m) \| Windhof-Kehrtunnel (559 m) \| \| \| 4,415 \| Ungerbach-Viadukt II L137 \| Ungerbach-Viadukt II L137 \| \| \| 4,770 \| Eisteich-Viadukt \| Eisteich-Viadukt \| \| \| 5,468 \| Kleiner Hartberg-Viadukt \| Kleiner Hartberg-Viadukt \| \| \| 5,539 \| Kleiner Hartberg-Tunnel (273 m) \| Kleiner Hartberg-Tunnel (273 m) \| \| \| 4,908 \| Habischleiten-Viadukt \| Habischleiten-Viadukt \| \| \| 6,603 \| Fadner-Viadukt \| Fadner-Viadukt \| \| \| 7,413 \| Ausschlag-Zöbern \| Ausschlag-Zöbern \| \| \| 7,560 \| AB Kaolinwerke (aufgelassen) \| AB Kaolinwerke (aufgelassen) \| \| \| 7,879 \| EK Gemeindestraße \| EK Gemeindestraße \| \| \| 8,055 \| Kohlgraben-Viadukt \| Kohlgraben-Viadukt \| \| \| 9,452 \| H.u.Lst. Mönichkirchen (aufgelassen) \| H.u.Lst. Mönichkirchen (aufgelassen) \| \| \| 9,694 \| Großer Hartbergtunnel (2477 m) \| Großer Hartbergtunnel (2477 m) \| \| \| 13,755 \| Grenzbach und L4182 \| Grenzbach und L4182 \| \| \| 13,755 \| Landesgrenze Niederösterreich / Steiermark \| Landesgrenze Niederösterreich / Steiermark \| \| \| 14,077 \| Tauchen-Schaueregg \| 650 m ü. A. \| \| \| 14,238 \| Höllgraben-Viadukt \| Höllgraben-Viadukt \| \| \| 16,315 \| Wiesmath-Viadukt \| Wiesmath-Viadukt \| \| \| 16,812 \| Wiesenhöftunnel (1212 m) \| Wiesenhöftunnel (1212 m) \| \| \| 18,046 \| Brücke Pinka \| Brücke Pinka \| \| \| 18,315 \| Brücke Baumgartenweg und Hundsmühlbach \| Brücke Baumgartenweg und Hundsmühlbach \| \| \| 19,450 \| Mäuserlstill-Viadukt \| Mäuserlstill-Viadukt \| \| \| 19,798 \| Grollergraben-Viadukt \| Grollergraben-Viadukt \| \| \| 20,151 \| Brücke Geistbründlgraben \| Brücke Geistbründlgraben \| \| \| 20,429 \| Unterführung Weg \| Unterführung Weg \| \| \| 20,618 \| Hst. Pinggau Markt vorm. H.u.Lst. \| 561 m ü. A. \| \| \| 20,669 \| Straßenbrücke L422 \| Straßenbrücke L422 \| \| \| 20,930 \| Stadtgraben-Viadukt \| Stadtgraben-Viadukt \| \| \| 21,059 \| Hochstraße \| Hochstraße \| \| \| 21,473 \| Friedberg (Steiermark) \| 551 m ü. A. \| \| \| \| Pinkatalbahn nach Oberwart \| \| \| \| \| Thermenbahn nach Fehring \| \| |                                      |                                            |                                            |
| Strecke |                                      | Aspangbahn von Wien                        | Aspangbahn von Wien                        |
| Bahnhof | 0,000                                | Aspang                                     | 473 m ü. A.                                |
| Brücke über Wasserlauf | 0,580                                | Brücke Murtalbach und Gemeindestraße       | Brücke Murtalbach und Gemeindestraße       |
| Brücke | 0,799                                | Brücke B54                                 | Brücke B54                                 |
| Brücke | 1,698                                | Brücke L137                                | Brücke L137                                |
| Brücke über Wasserlauf | 1,807                                | Brücke Großer Pestingbach                  | Brücke Großer Pestingbach                  |
| Brücke | 1,869                                | Brücke Gemeindestraße                      | Brücke Gemeindestraße                      |
| Tunnel | 1,912                                | Gerichtsbergtunnel (205 m)                 | Gerichtsbergtunnel (205 m)                 |
| Brücke | 2,270                                | Murtalviadukt                              | Murtalviadukt                              |
| Tunnel | 2,438                                | Sambergtunnel (349 m)                      | Sambergtunnel (349 m)                      |
| Brücke | 3,294                                | Ungerbach-Viadukt I L137                   | Ungerbach-Viadukt I L137                   |
| Tunnel | 3,797                                | Windhof-Kehrtunnel (559 m)                 | Windhof-Kehrtunnel (559 m)                 |
| Brücke | 4,415                                | Ungerbach-Viadukt II L137                  | Ungerbach-Viadukt II L137                  |
| Brücke | 4,770                                | Eisteich-Viadukt                           | Eisteich-Viadukt                           |
| Brücke | 5,468                                | Kleiner Hartberg-Viadukt                   | Kleiner Hartberg-Viadukt                   |
| Tunnel | 5,539                                | Kleiner Hartberg-Tunnel (273 m)            | Kleiner Hartberg-Tunnel (273 m)            |
| Brücke | 4,908                                | Habischleiten-Viadukt                      | Habischleiten-Viadukt                      |
| Brücke | 6,603                                | Fadner-Viadukt                             | Fadner-Viadukt                             |
| Bahnhof | 7,413                                | Ausschlag-Zöbern                           | Ausschlag-Zöbern                           |
| Abzweig geradeaus und ehemals nach links | 7,560                                | AB Kaolinwerke (aufgelassen)               | AB Kaolinwerke (aufgelassen)               |
| Bahnübergang | 7,879                                | EK Gemeindestraße                          | EK Gemeindestraße                          |
| Brücke | 8,055                                | Kohlgraben-Viadukt                         | Kohlgraben-Viadukt                         |
| ehemaliger Haltepunkt / Haltestelle | 9,452                                | H.u.Lst. Mönichkirchen (aufgelassen)       | H.u.Lst. Mönichkirchen (aufgelassen)       |
| Tunnel | 9,694                                | Großer Hartbergtunnel (2477 m)             | Großer Hartbergtunnel (2477 m)             |
| Brücke über Wasserlauf | 13,755                               | Grenzbach und L4182                        | Grenzbach und L4182                        |
| Grenze | 13,755                               | Landesgrenze Niederösterreich / Steiermark | Landesgrenze Niederösterreich / Steiermark |
| Bahnhof | 14,077                               | Tauchen-Schaueregg                         | 650 m ü. A.                                |
| Brücke | 14,238                               | Höllgraben-Viadukt                         | Höllgraben-Viadukt                         |
| Brücke | 16,315                               | Wiesmath-Viadukt                           | Wiesmath-Viadukt                           |
| Tunnel | 16,812                               | Wiesenhöftunnel (1212 m)                   | Wiesenhöftunnel (1212 m)                   |
| Brücke über Wasserlauf | 18,046                               | Brücke Pinka                               | Brücke Pinka                               |
| Brücke über Wasserlauf | 18,315                               | Brücke Baumgartenweg und Hundsmühlbach     | Brücke Baumgartenweg und Hundsmühlbach     |
| Brücke | 19,450                               | Mäuserlstill-Viadukt                       | Mäuserlstill-Viadukt                       |
| Brücke | 19,798                               | Grollergraben-Viadukt                      | Grollergraben-Viadukt                      |
| Brücke | 20,151                               | Brücke Geistbründlgraben                   | Brücke Geistbründlgraben                   |
| Brücke | 20,429                               | Unterführung Weg                           | Unterführung Weg                           |
| Haltepunkt / Haltestelle | 20,618                               | Hst. Pinggau Markt vorm. H.u.Lst.          | 561 m ü. A.                                |
| Strecke mit Straßenbrücke | 20,669                               | Straßenbrücke L422                         | Straßenbrücke L422                         |
| Brücke | 20,930                               | Stadtgraben-Viadukt                        | Stadtgraben-Viadukt                        |
| Strecke mit Straßenbrücke | 21,059                               | Hochstraße                                 | Hochstraße                                 |
| Bahnhof | 21,473                               | Friedberg (Steiermark)                     | 551 m ü. A.                                |
| Abzweig geradeaus und nach links |                                      | Pinkatalbahn nach Oberwart                 | Pinkatalbahn nach Oberwart                 |
| Strecke |                                      | Thermenbahn nach Fehring                   | Thermenbahn nach Fehring                   |

Die Wechselbahn ist eine 1910 eröffnete Eisenbahnstrecke in Niederösterreich und der Steiermark von Aspang nach Friedberg. Sie verbindet die Aspangbahn mit der Thermenbahn (von Friedberg nach Fehring) und der Pinkatalbahn (von Friedberg nach Oberwart).
Namensgeber der Bahnstrecke ist der Gebirgszug des Wechsels, den sie an dessen Ostrand – bei Hartberg (bei Mönichkirchen) – unterfährt.

## Geschichte

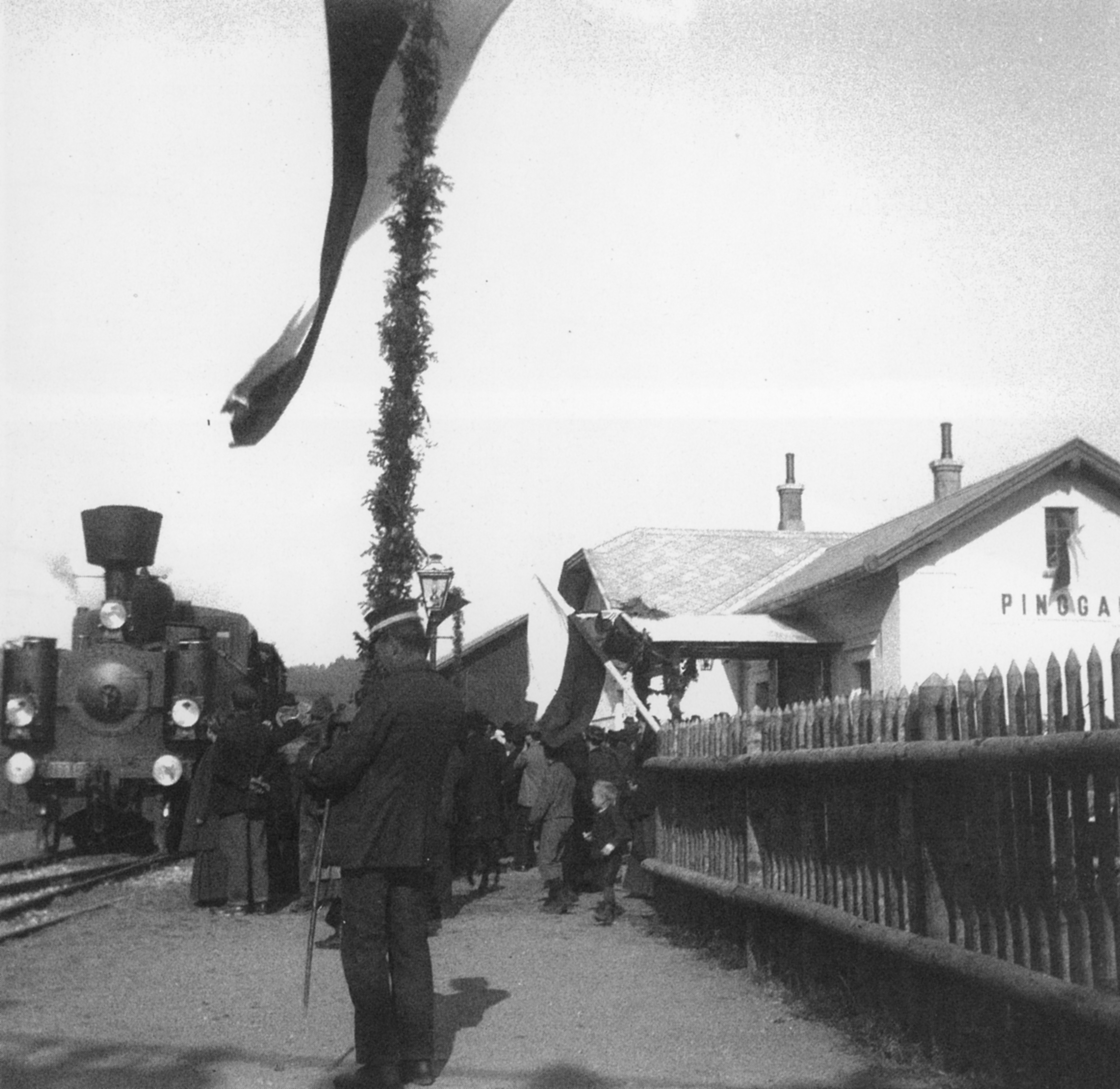
Eröffnung der Wechselbahn, 1910

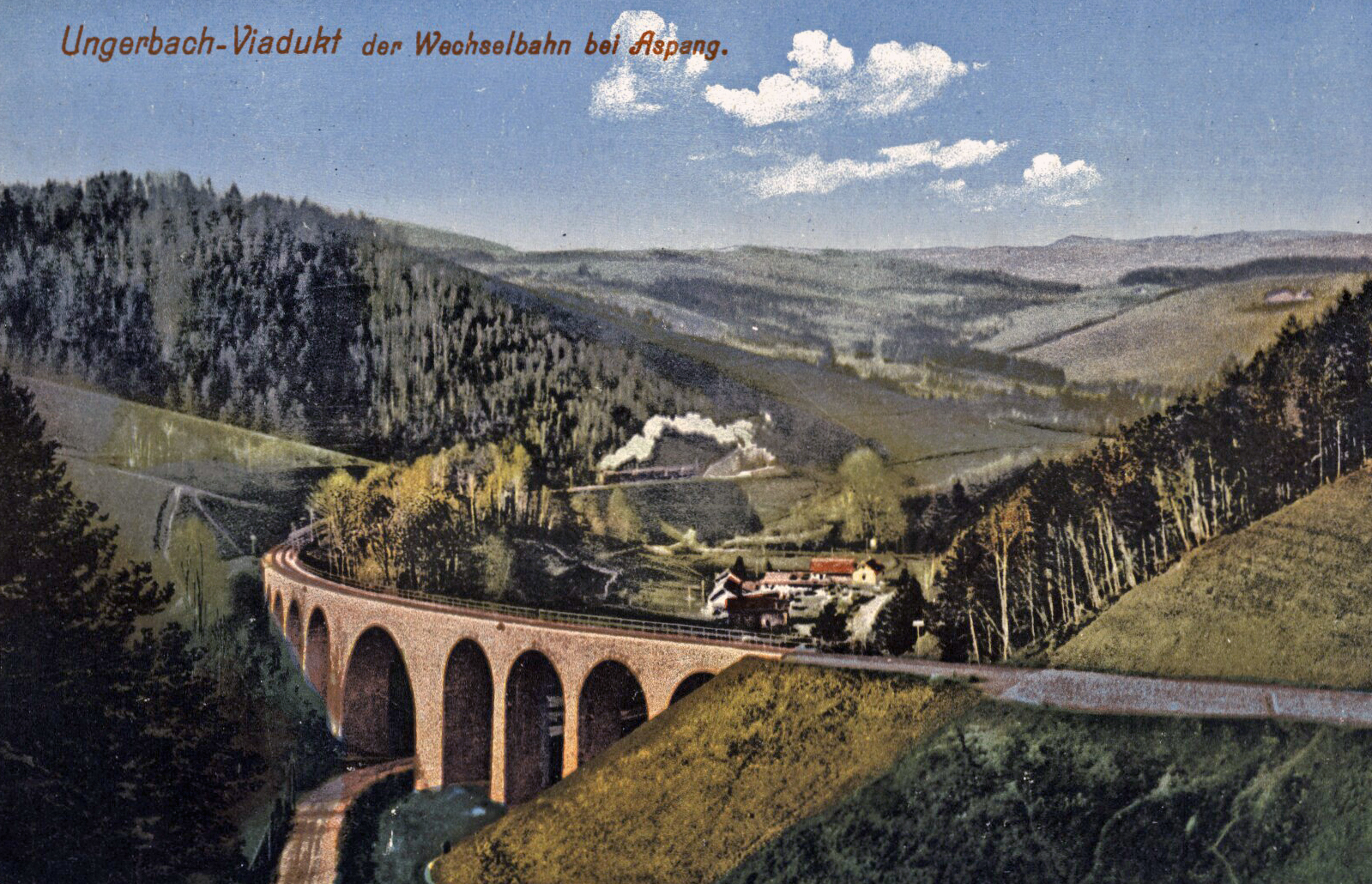
Der Ungerbachviadukt hinter Aspang (1911)

Der Bau der Wechselbahn fand im Zuge der Schaffung der sogenannten Neuen Alpenbahnen statt, mit denen der Staat Österreich-Ungarn versuchte, das Transportmonopol der privaten Südbahn-Gesellschaft nach Triest zu brechen.
Verantwortliche Gesellschaft für den Bau war allerdings nicht die k.k. Staatsbahnen selbst, sondern die AG der Lokalbahn Fürstenfeld-Hartberg, allerdings nur unter der Prämisse, dass die kkStB die Betriebsführung übernahmen. Die Strecke wurde als „Hauptbahn zweiten Ranges“ geplant, der Bau begann im Herbst 1907. Beim Bau waren an die 6.000 Arbeiter beschäftigt, davon kamen 16 Arbeiter ums Leben und mehr als 1.600 Personen wurden verletzt. Zuständiger Geologe beim Bau des Großen Hartbergtunnels war Hannes Mohr.
Die Bahnstrecke wurde am 11. Oktober 1910 feierlich eröffnet und am folgenden Tag dem Verkehr übergeben. Das Verkehrsaufkommen blieb hinter den Erwartungen zurück.
Bis ins Jahr 1937 war der Bahnhof Aspang der Übergabebahnhof zur privaten Eisenbahn Wien-Aspang, zeitweise liefen auch durchgehende Wagen der EWA von Wien via Aspangbahn und Wechselbahn nach Fehring und Graz. Auch der Dampftriebwagen EWA DT 101 fuhr beispielsweise als Schnellzug nach Hartberg (mit Kurswagen nach Bad Gleichenberg) über den Wechsel.
Der Große Hartbergtunnel zwischen dem Bahnhof Mönichkirchen und dem Bahnhof Tauchen-Schaueregg diente dem beweglichen Führerhauptquartier „Frühlingssturm“ im April 1941 als Bunker für den Führersonderzug.

## Trassierung

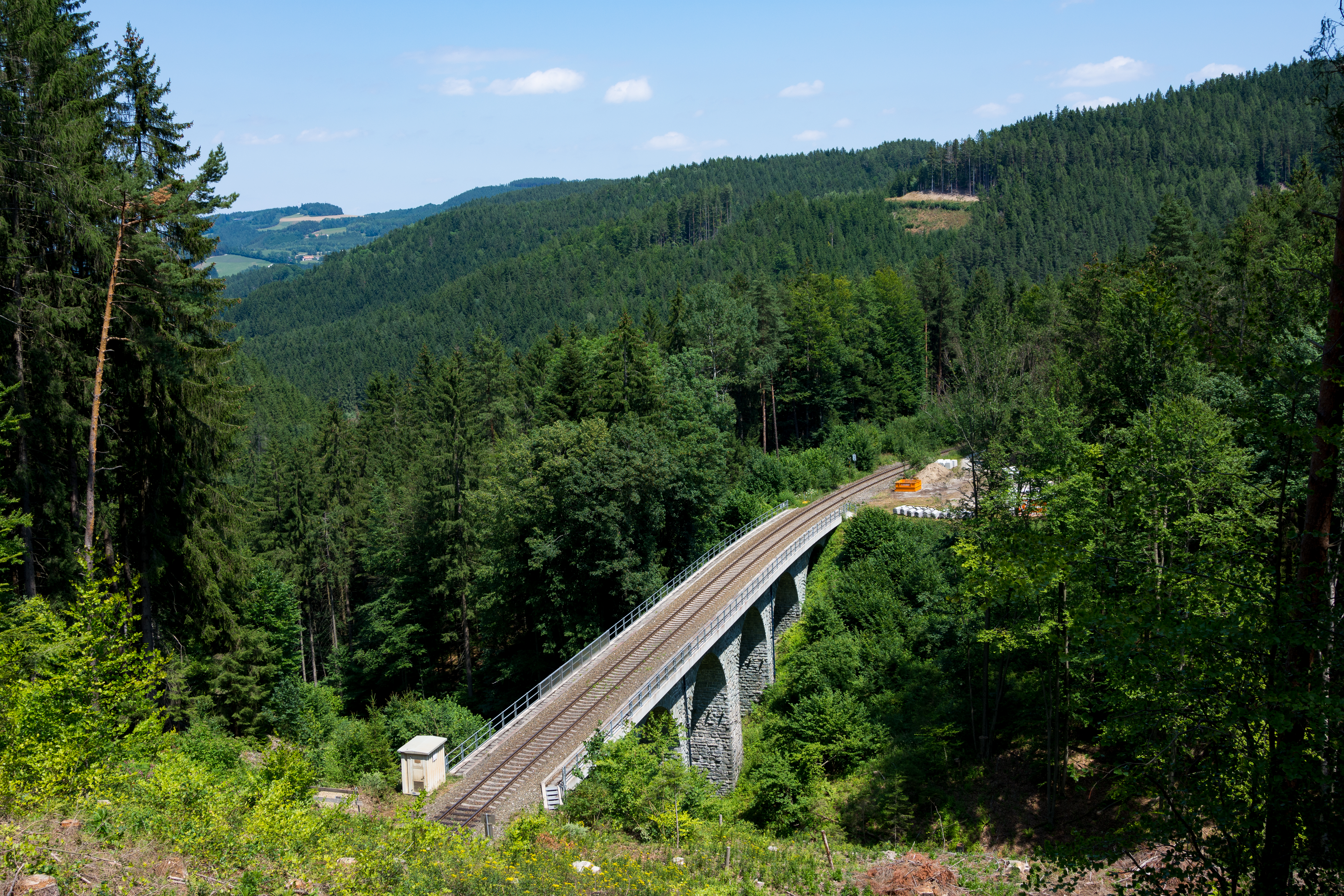
Kleiner Hartberg-Viadukt

Die Wechselbahn nimmt ihren Ausgang im Bahnhof Aspang und geht sofort in die Höchstneigung von 22,5 Promille über. Sie quert die Wechsel Straße, umfährt Aspang Markt an der westlichen Talseite und gewinnt dabei an Höhe. Ein ortsnaher Haltepunkt wurde trotz entsprechender Planungen nie realisiert. Nach dem Gerichtsbergtunnel wird mit dem Murtalviadukt und dem Sambergtunnel das Haupttal verlassen und in das Ungerbachtal, das der Kehrschleifenbildung dient, eingebogen. Dieses Tal quert die Bahn auf dem gleichnamigen Viadukt (Ziffer I), um im Windhof-Kehrtunnel Fahrtrichtung und über das Ungerbachviadukt II die Talseite zu wechseln. Die Wechselbahn nutzt nun die Abhänge des Sambergs, den sie mit dem Kleinen Hartbergtunnel und dessen Seitengräben sie mittels mehrerer Viadukte bis zum Bahnhof Ausschlag-Zöbern umfährt.
Bis zum ehemaligen Bahnhof Mönichkirchen entwickelt sich die Trasse im Kohlgraben weiter, ehe sie in den Scheiteltunnel, der Große Hartbergtunnel, übergeht. Nach dessen Passage ist in der Einsenkung des Spitalbachs vorerst die Steiermark erreicht, und die Linienführung wechselt unmerklich in das Tauchenbachtal, in welchem der Bahnhof Tauchen-Schaueregg angelegt wurde. Richtung Süden führt die Wechselbahn nun nicht mehr durch das Tauchenbachtal, sondern durch den Wiesenhöftunnel unter dem gleichnamigen Weiler ins Oberste Pinkatal. An dessen steiler Westflanke werden schließlich der frühere Bahnhof Pinggau-Markt und der Bahnhof Friedberg (Steiermark) erreicht.
Der Vorteil der als Hauptstrecke ausgeführten Trassierung konnte aber Aufgrund der geringen Leistungsfähigkeit der südlichen Zulaufstrecke bis Dato nicht ausgenützt werden.

## Fahrzeuge

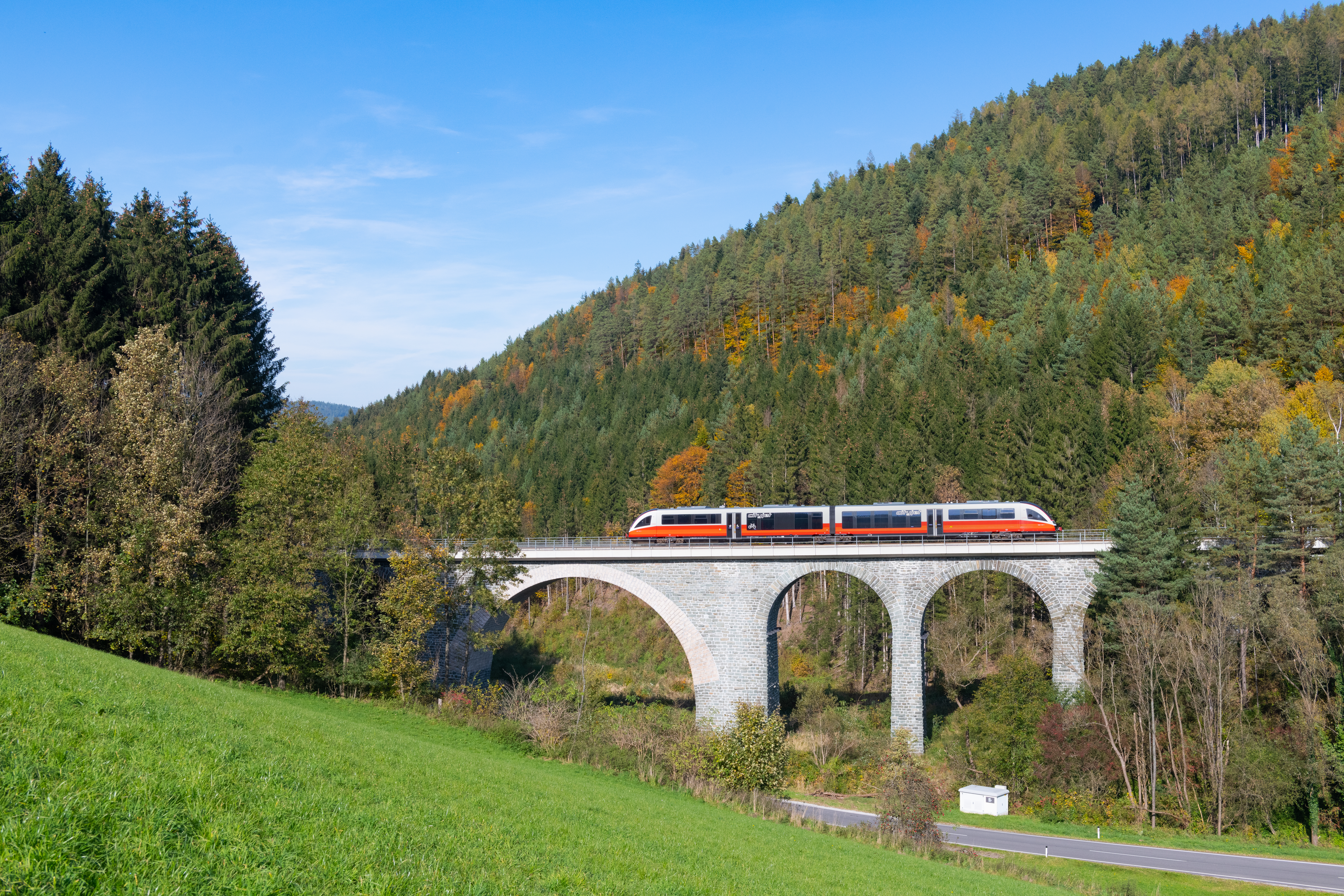
ÖBB 5022 auf dem Ungarbachviadukt (2020)

Ursprünglich wurde der Betrieb mit Lokalbahn-Lokomotiven der kkStB-Reihe 199 geführt, nach dem Zweiten Weltkrieg kamen Maschinen der Reihe 77 zum Einsatz. Nach der Verdieselung waren vornehmlich Loks der Reihen ÖBB 2043 und 2143 mit Schlierenwagen und die „Blauen Blitze“ der Reihe 5145 auf der Wechselbahn eingesetzt.
Seit Anfang 2005 werden auf der Strecke im Personenverkehr die Triebwagen ÖBB 5022 (Desiro) von Siemens und VT 5047, bei lokomotivbespannten Zügen (zum Großteil City-Shuttle-Garnituren) die Baureihe 2016 Hercules eingesetzt. Güterzüge sind meist ebenfalls mit diesem Typ bespannt. Bis zu diesem Zeitpunkt fuhren auf der Strecke die VT 5047 und VT 5147.

## Weitere Bilder

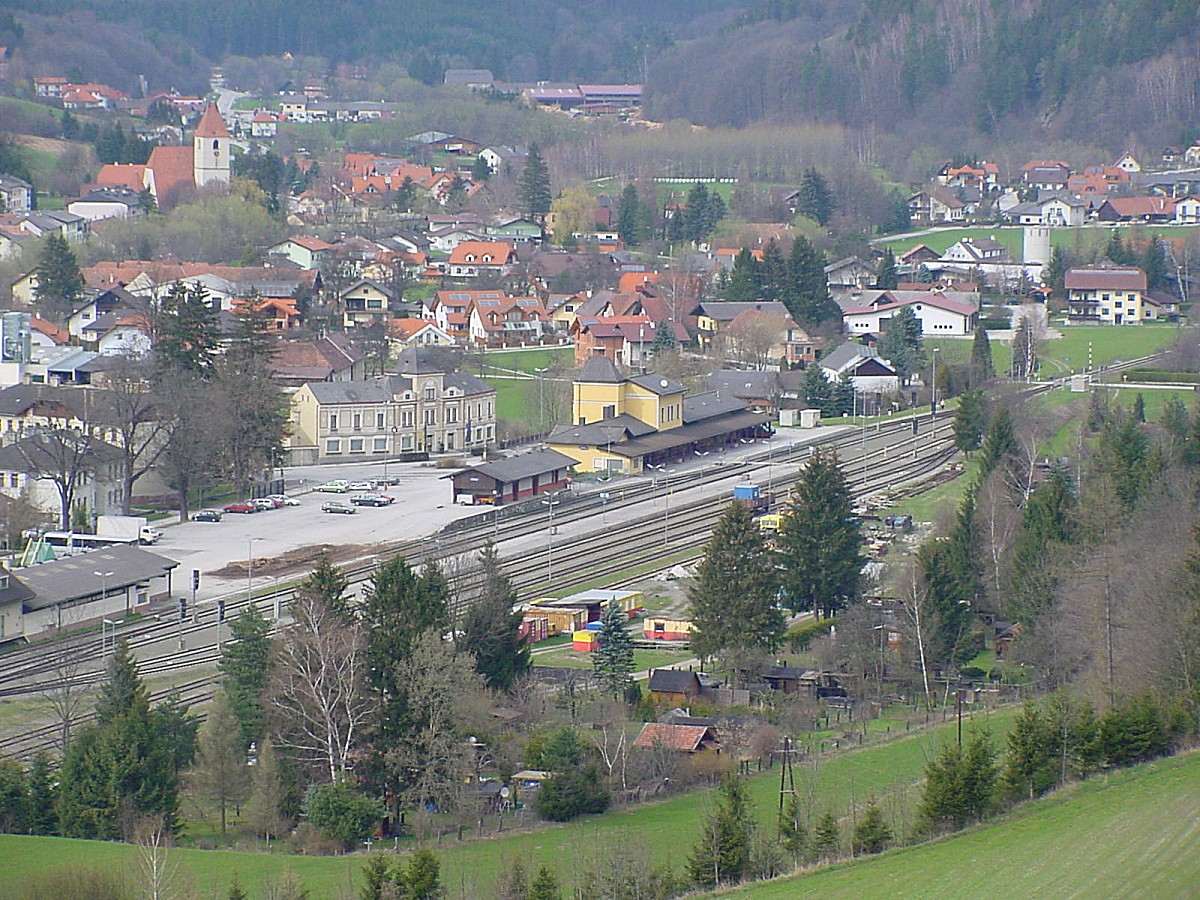
Bahnhof Aspang
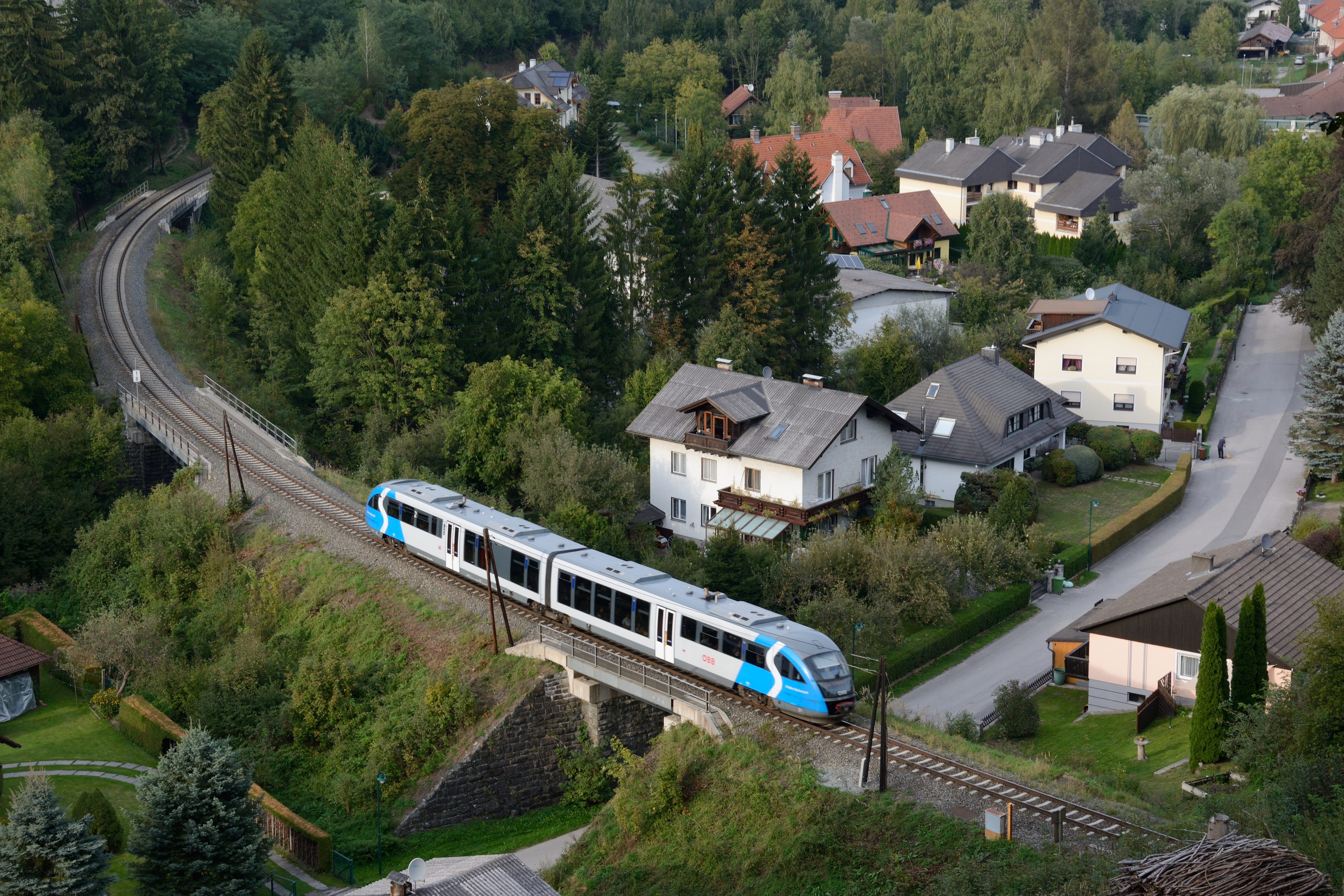
Brücke über den Großen Pestingbach
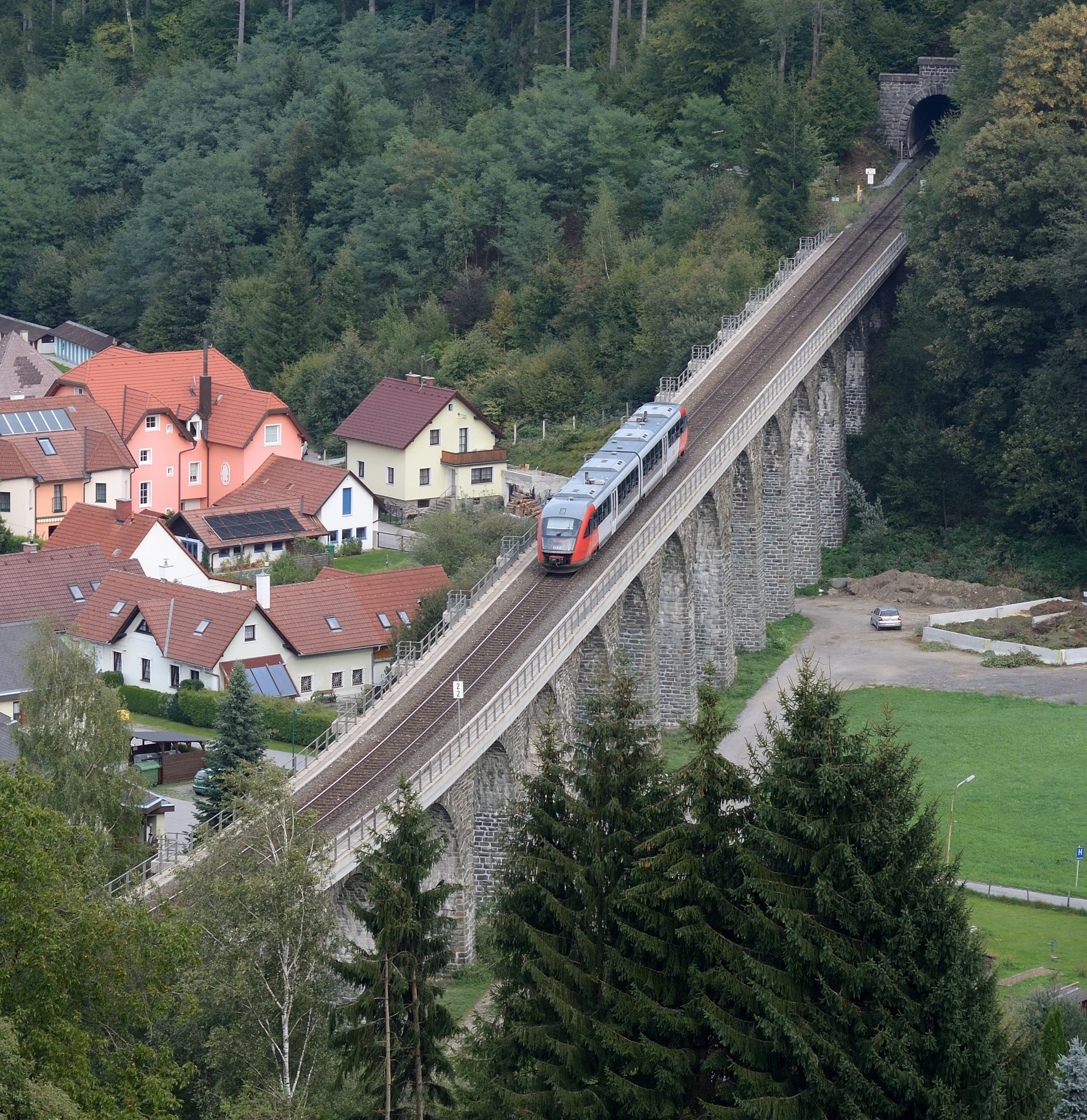
Murtalviadukt, dahinter der Samberg-Tunnel
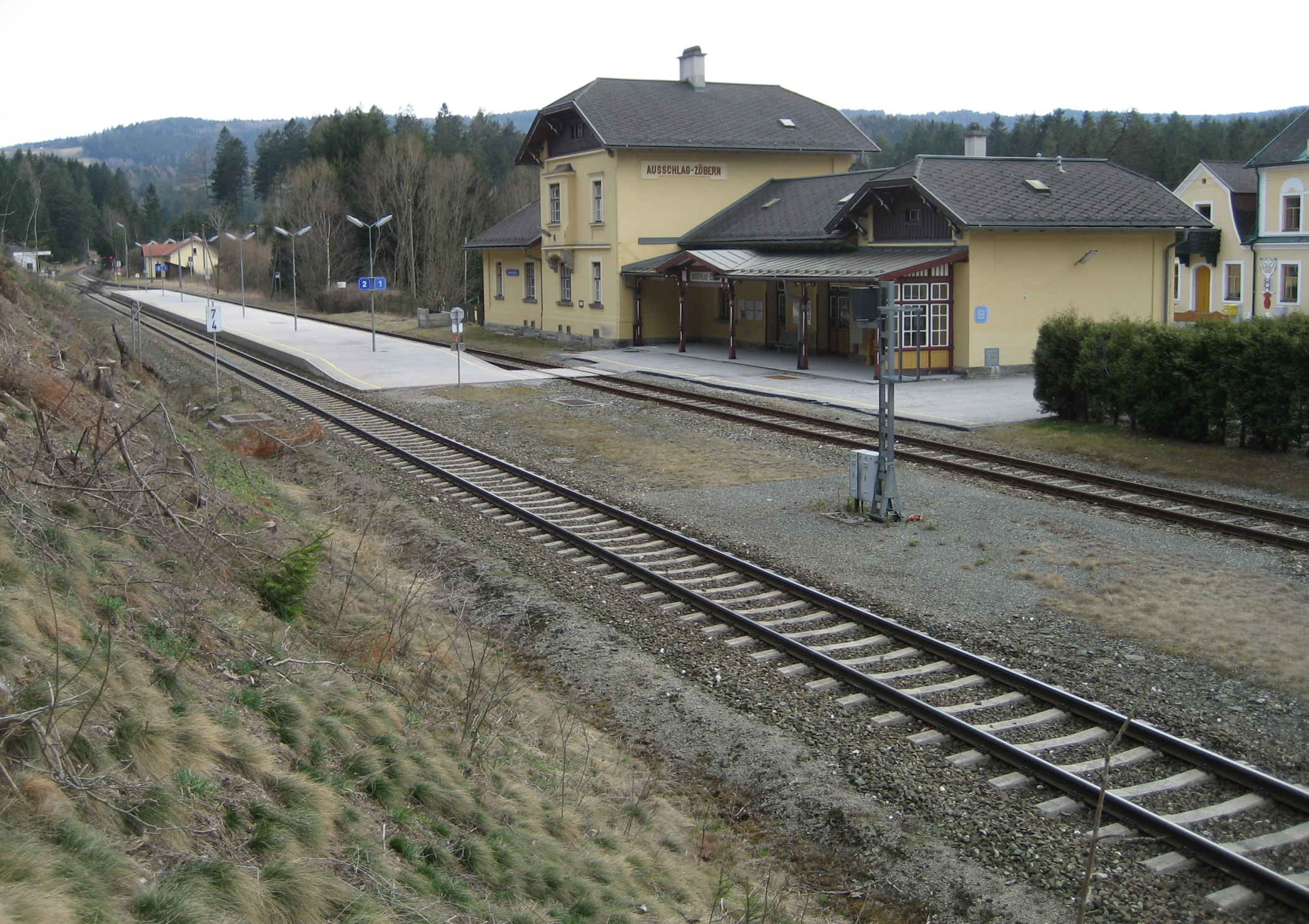
Bahnhof Ausschlag-Zöbern
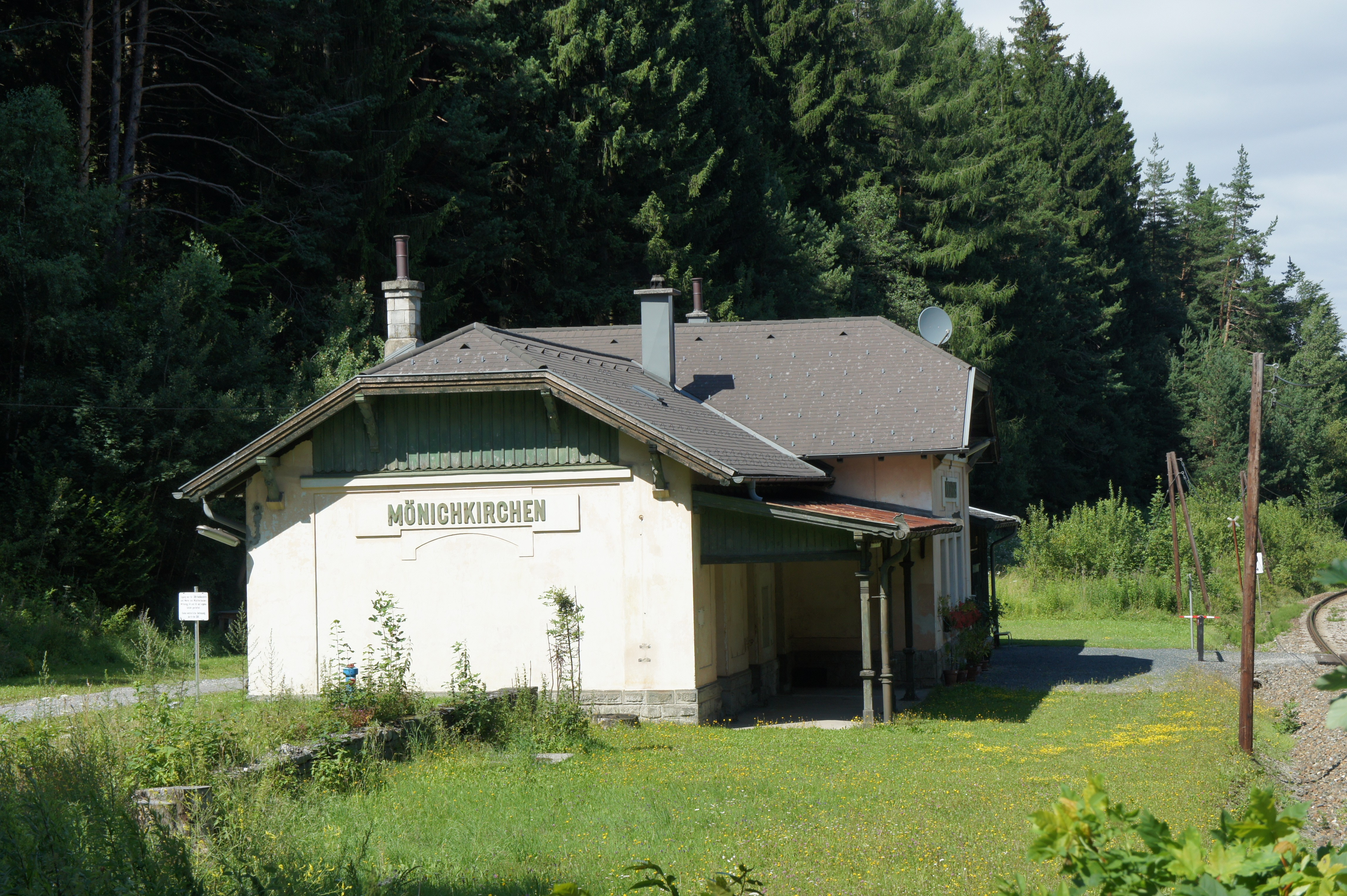
Die ehemalige Halte- und Ladestelle Bahnhof Mönichkirchen
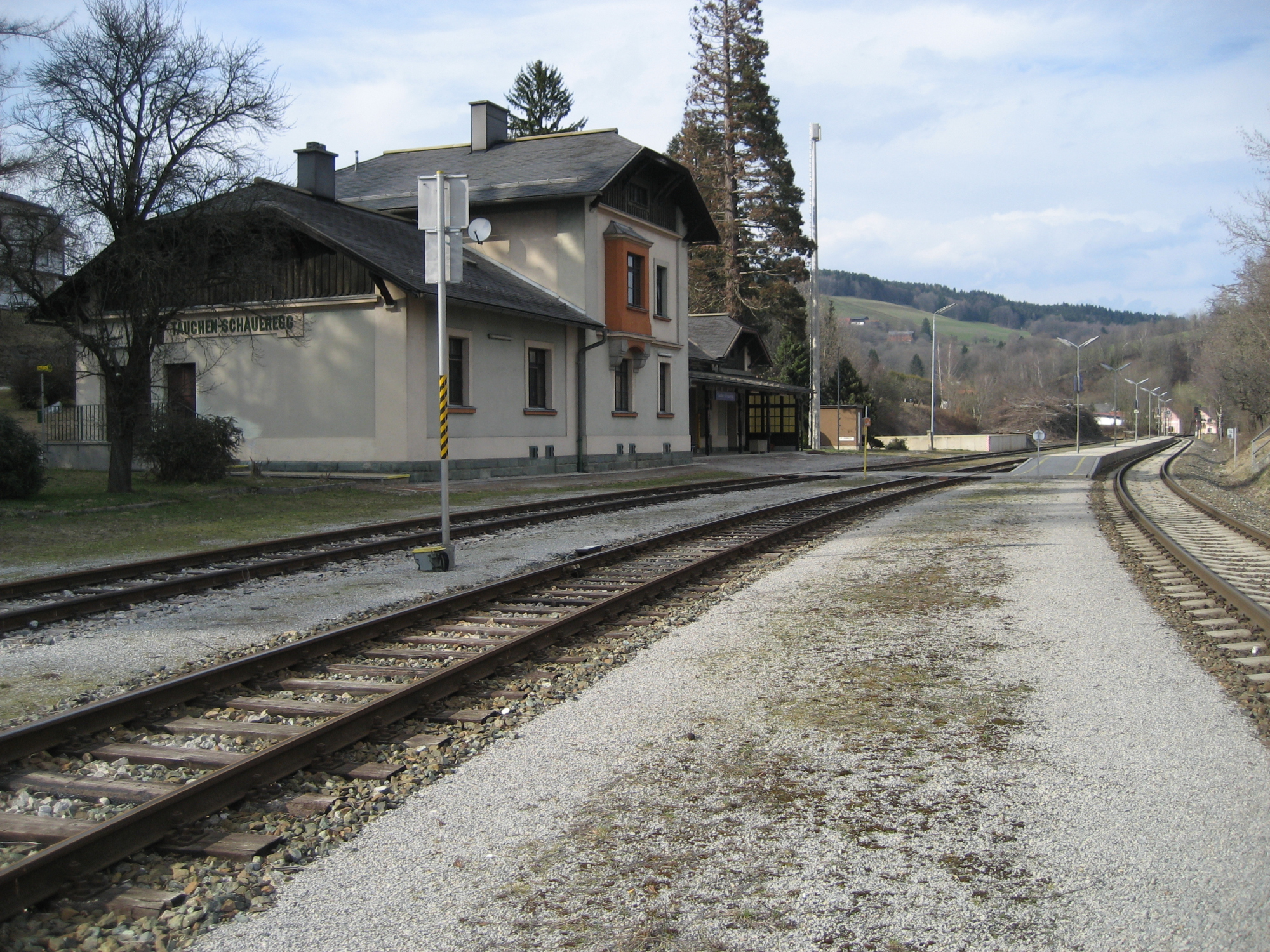
Bahnhof Tauchen-Schaueregg
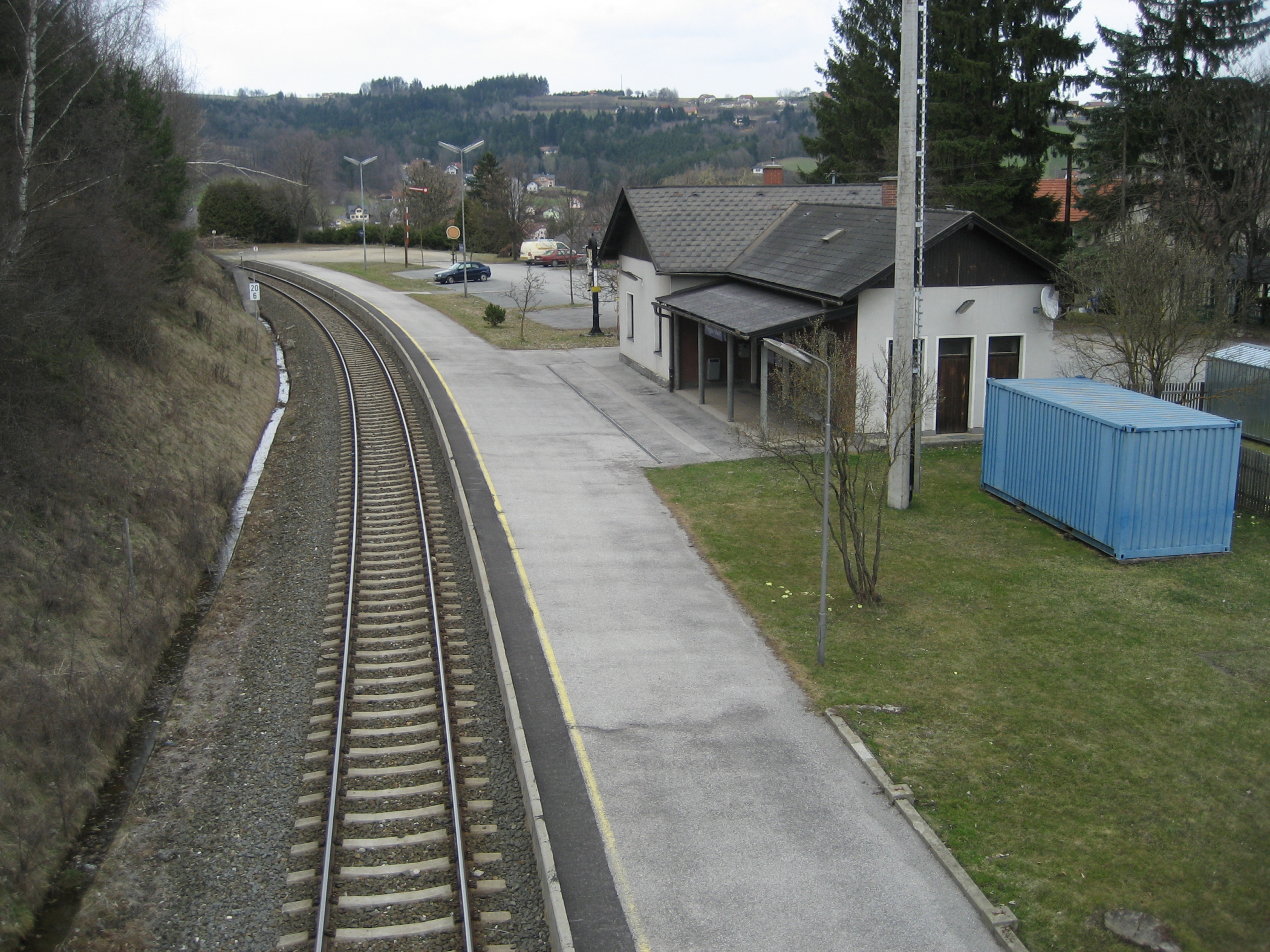
Die Haltestelle Pinggau Markt war früher Halte- und Ladestelle
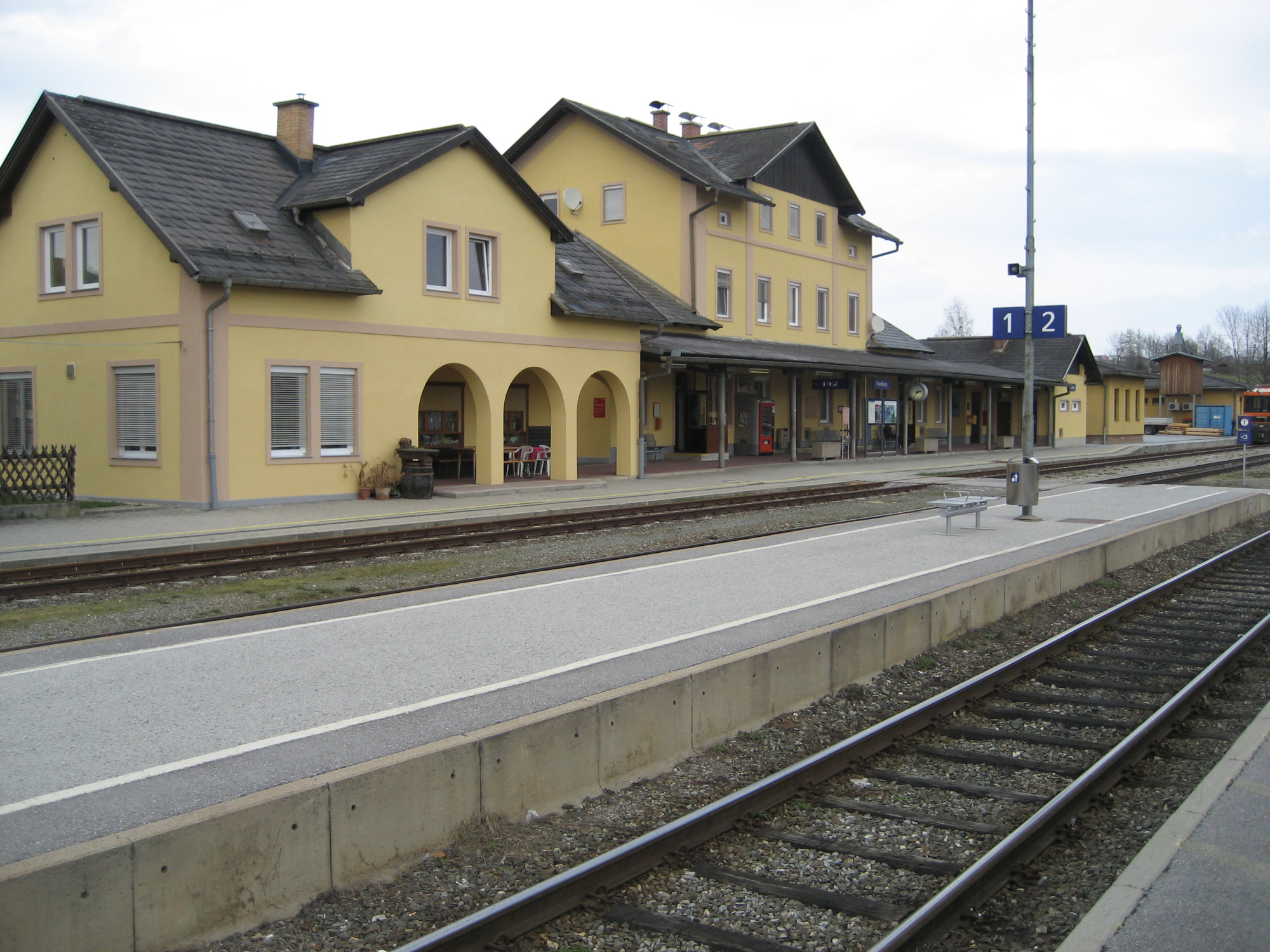
Bahnhof Friedberg (Steiermark)